# Ford Scorpio
Der Ford Scorpio ist ein von den Ford-Werken in Köln zwischen Frühjahr 1985 und Sommer 1998 hergestellter Pkw der oberen Mittelklasse mit Hinterradantrieb. Zeitweise waren auch Versionen mit Allradantrieb verfügbar. Der Scorpio wurde als Nachfolger des Ford Granada entwickelt und markierte einen Übergang zwischen den europäischen D- und E-Segmenten (codenamed DE-1). Er gewann die Wahl zum Auto des Jahres 1986 und war der erste Großserien-Pkw in Europa, der serienmäßig mit einem Antiblockiersystem (ABS) ausgestattet war. 
Der Scorpio wurde anfangs nur mit Fließheck („Aero-Heck“) angeboten. Ende 1989 kam die Stufenhecklimousine und im Frühjahr 1992 der Kombi „Turnier“ hinzu.

## Modellgeschichte

### Entwicklung und Einführung
Die Entwicklung des Scorpio begann auf einer gestreckten Version der Sierra-Plattform. Das Design, inspiriert von der aerodynamischen Philosophie der Sierra und des dritten Generation Escort, zielte darauf ab, Ford als Alternative zu Mercedes und BMW im europäischen Executive-Segment zu etablieren. Der Scorpio wurde im März 1985 als Fließhecklimousine („Aero-Heck“) vorgestellt und erreichte die Märkte ab Sommer 1985, über ein Jahr vor neuen Konkurrenten von Rover und Opel/Vauxhall. Ursprünglich sollte das Modell „Lugano“ heißen, doch der Name Scorpio wurde gewählt, um ein modernes und kraftvolles Image zu vermitteln.
Die anfängliche Ausstattung war für ein Massenfahrzeug außergewöhnlich, mit Features wie beheizter Windschutzscheibe, Tempomat, elektrisch verstellbaren Sitzen (vorne und hinten) und später Allradantrieb. Bis 1987 wurden Chubb AVA-Schlosszylinder verwendet, danach Tibbe-Schlösser. Der Scorpio bot ein überdurchschnittliches Platzangebot, insbesondere im Fond, und setzte Maßstäbe in Sicherheit und Komfort.

### Marktpositionierung und Varianten
Der Scorpio war zunächst nur als Fließhecklimousine erhältlich, was sich als Fehlentscheidung erwies, da die konservative Kundschaft der oberen Mittelklasse das Design ablehnte. In Großbritannien und Irland wurde er daher bis 1994 als „Granada Scorpio“ vermarktet, wobei der Granada-Name aufgrund seiner Bekanntheit beibehalten wurde. Eine Stufenhecklimousine folgte im Dezember 1989, und der Kombi „Turnier“ wurde im März 1992 eingeführt, nach einem Facelift, das Elemente des kommenden Mondeo andeutete. Diese späte Einführung von Stufenheck und Kombi trug zum moderaten Verkaufserfolg bei, mit insgesamt 850.000 produzierten Einheiten – etwa der Hälfte der 1,6 Millionen Granada/Consul zwischen 1972 und 1985.
Der Scorpio war 1985 der erste Großserien-Pkw in Europa, der serienmäßig mit Antiblockiersystem (ABS) angeboten wurde. Bis dahin gab es ABS von verschiedenen Herstellern nur als teure aufpreispflichtige Extra-Ausstattung. Ab Modelljahr 1994 waren auch Fahrer- und Beifahrerairbags serienmäßig, ab Frühjahr 1998 dann auch Seitenairbags. Das Platzangebot war (besonders im Fond) für dieses Fahrzeugsegment überdurchschnittlich groß.
Als Motorisierung wurden – je nach Modell und Baujahr – Ottomotoren zwischen 1,8 und 2,9 Litern Hubraum angeboten, zusätzlich Dieselmotoren mit 2,5 Litern Hubraum (anfangs von PSA, ab 1993 von VM Motori zugeliefert). Besonders häufig wurden der 1989 eingeführte DOHC-Motor mit 88 kW (120 PS) – der 1992 für eine günstigere Einstufung in der Kfz-Haftpflicht auf 85 kW gedrosselt wurde – und der 2,9-Liter-V6 mit 107 kW (145 PS) verkauft.
Trotz guter Kritiken der Fachpresse und zahlreicher Modellpflegemaßnahmen blieb der Verkauf insgesamt hinter den Erwartungen zurück, was auch an den zu spät angebotenen Stufenheck- und Kombimodellen lag. Vom Scorpio wurden 850.000 Exemplare produziert und verkauft – das entspricht etwa der Hälfte der in einem vergleichbaren Zeitraum produzierten Modelle Ford Consul/Granada (1,6 Mio. Wagen zwischen 1972 und 1985).
In Großbritannien wurde er bis zum Modellwechsel 1994 noch als Granada verkauft, da dieser Name sehr gut eingeführt war. Das Aero-Heck des neuen Modells kam aber besonders bei der konservativen britischen Kundschaft dieser Fahrzeugklasse nicht gut an.

## Scorpio '85

### Vorstellung
Im März 1985 wurde der Scorpio, der ursprünglich „Lugano“ heißen sollte, als Nachfolger des Ford Granada vorgestellt und war zunächst ausschließlich als Fließhecklimousine (mit dem sogenannten Aero-Heck) erhältlich. Im Frühjahr 1986 wurde der Scorpio 4×4 mit Allradantrieb und 2,8-Liter-V6-Motor vorgestellt.
Im Dezember 1989 kam – zusammen mit einigen Detailveränderungen – die klassische Stufenhecklimousine auf den Markt.
Ab Herbst 1991 war die Top-Motorisierung mit einem 2,9-Liter-24V-Motor des Motorenherstellers Cosworth erhältlich. Dieser Motor mit 143 kW (195 PS) (1991–1994) bzw. 152 kW (207 PS) (1994–1998) war ausschließlich mit Automatikgetriebe erhältlich. Der Scorpio 24V war als komfortable Reiselimousine positioniert, daher tauchte der Name Cosworth in der Modellbezeichnung nicht auf.

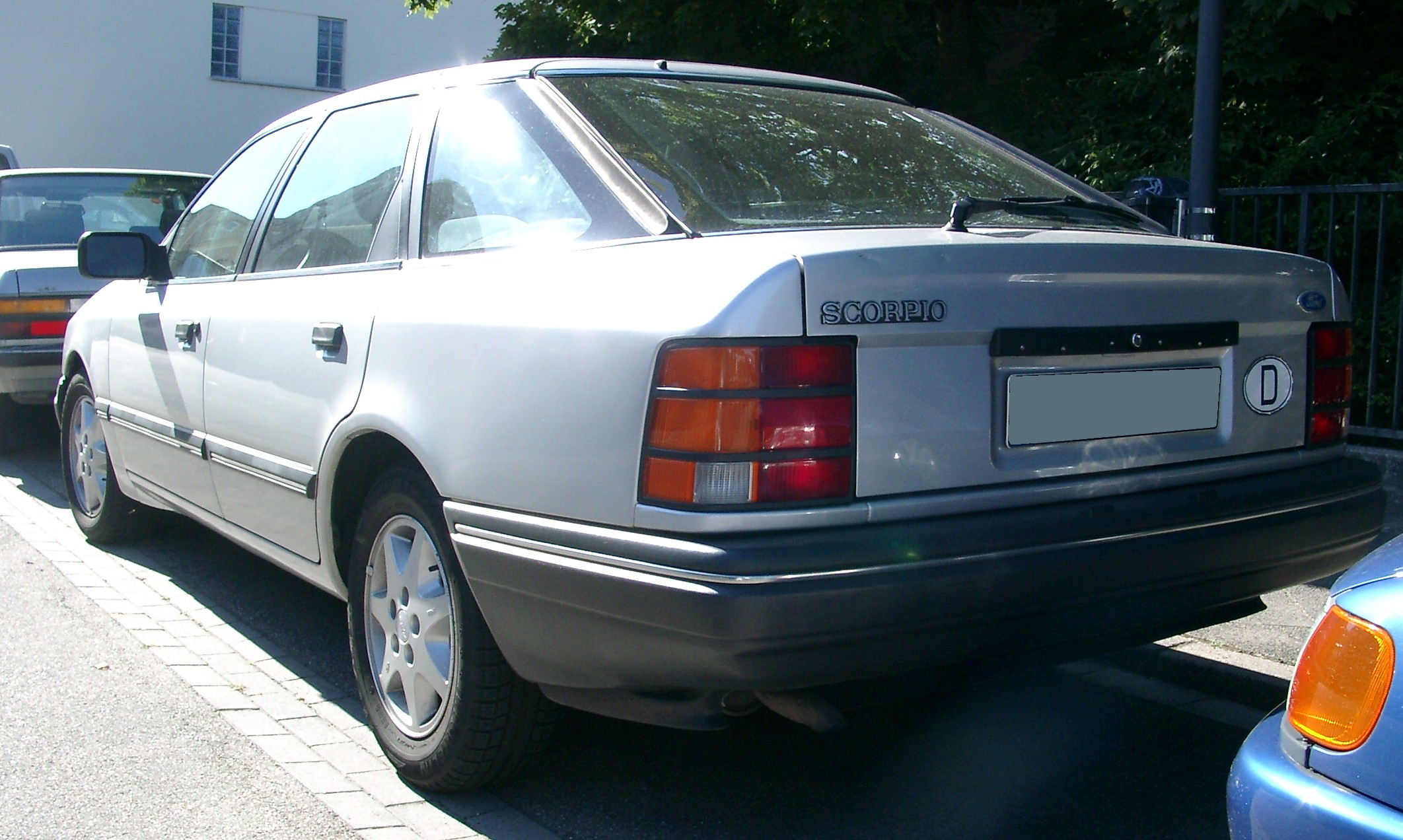
Heckansicht
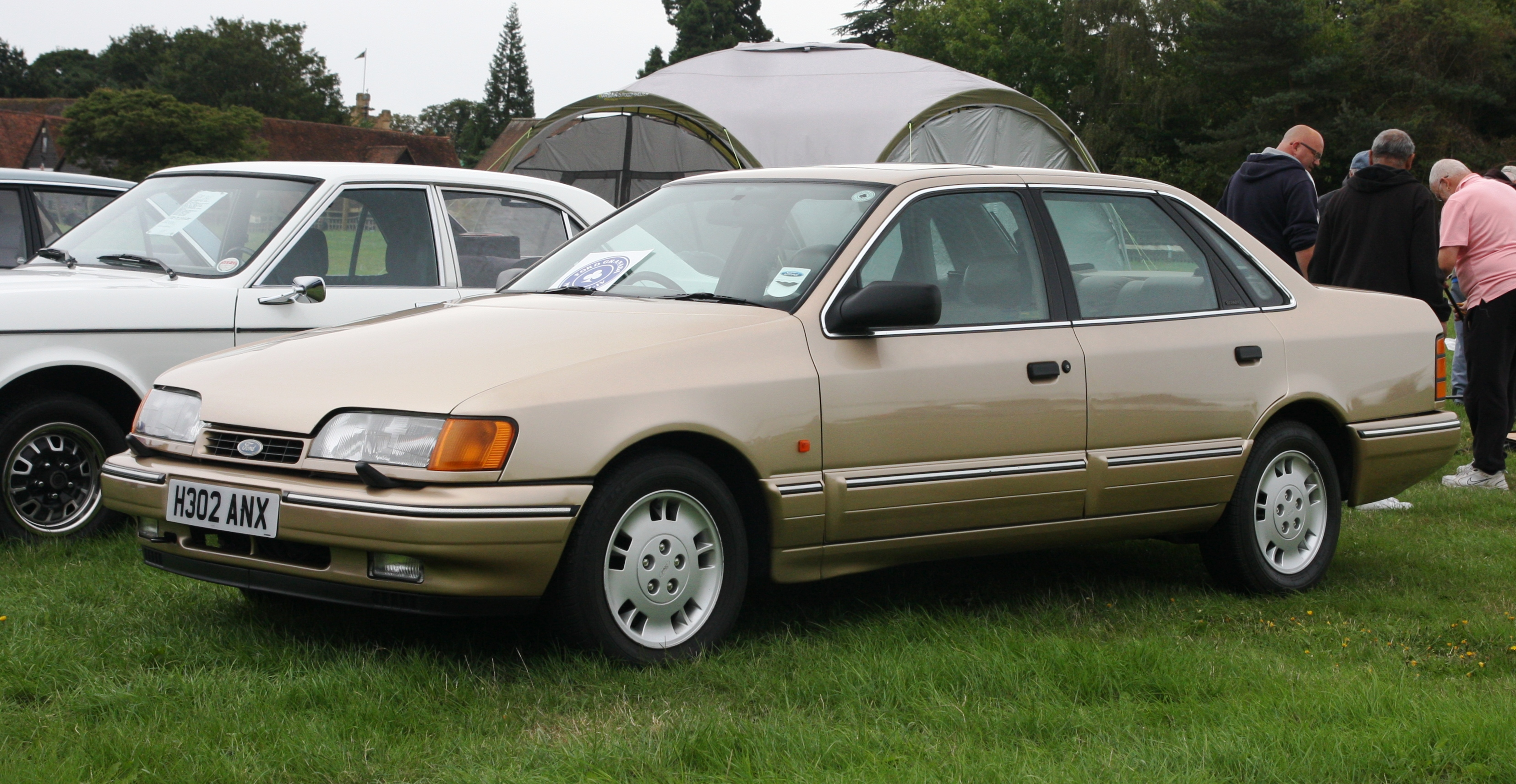
Ford Scorpio Stufenheck (1989–1992)
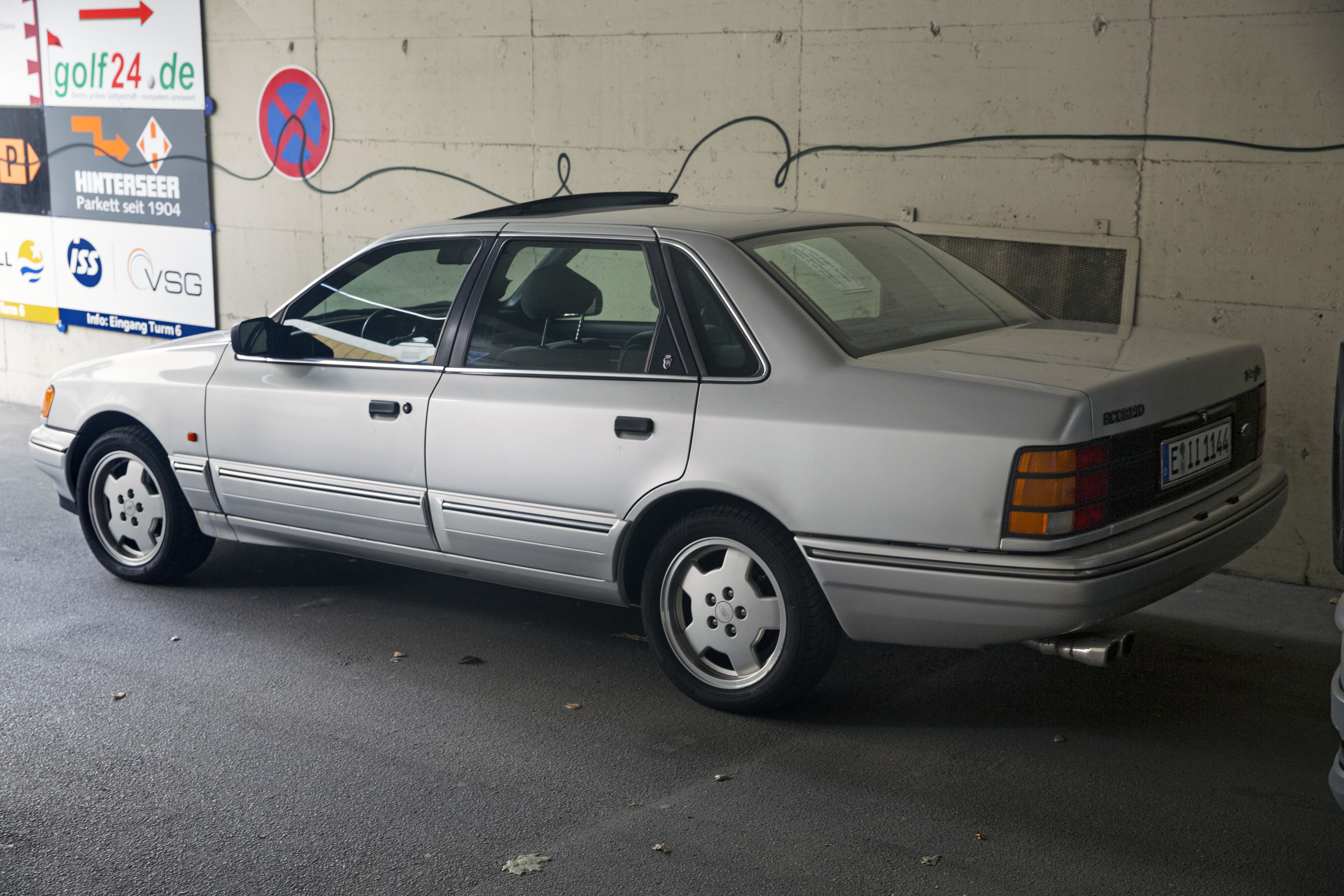
Heckansicht
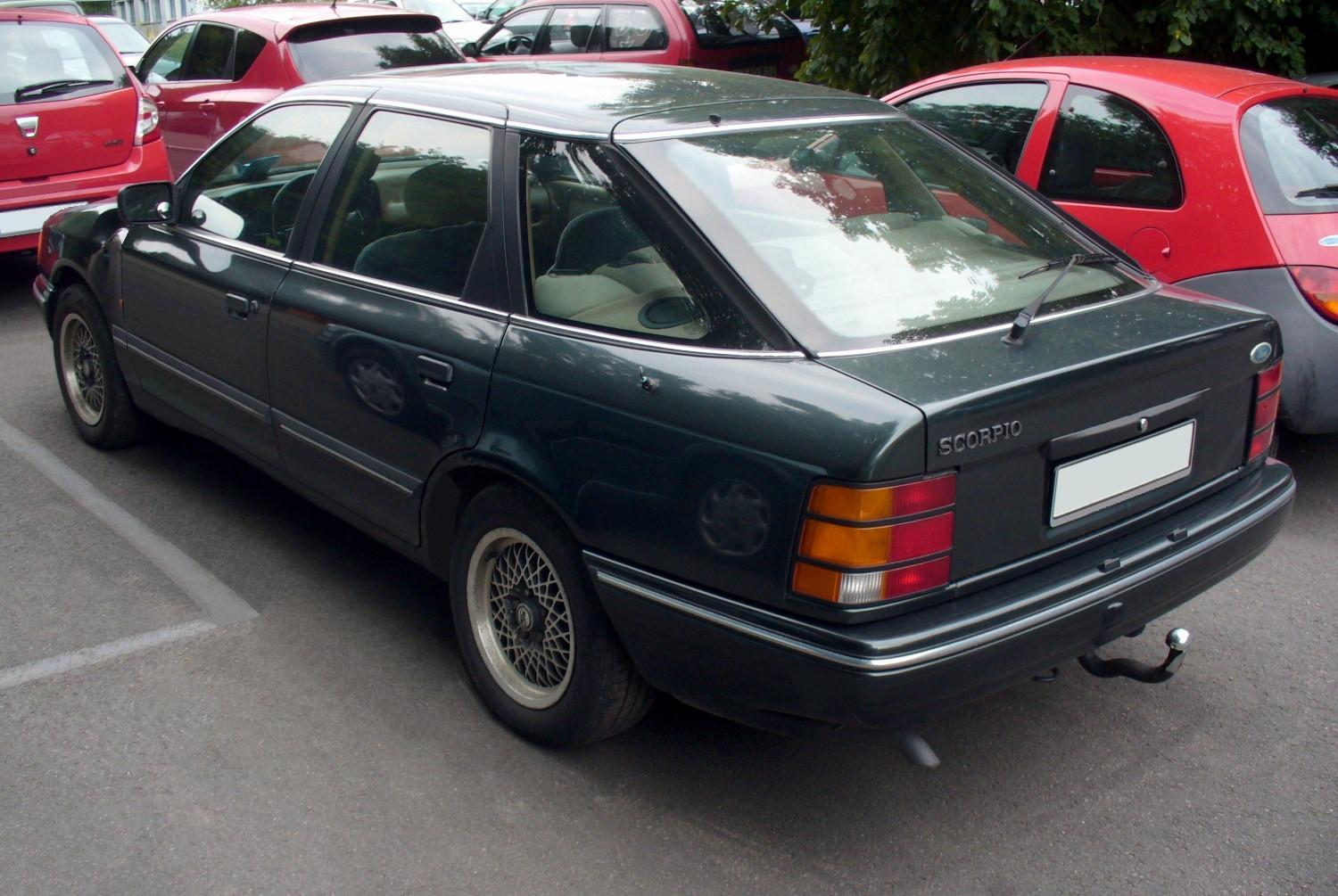
Ford Scorpio Schrägheck (1989–1992)

## Scorpio '92

### Einführung
Im März 1992 wurde der Scorpio mit einem Facelift versehen. Nun wurde er auch als Kombi – bei Ford traditionell Turnier genannt – angeboten. Auf den britischen Inseln behielt der Scorpio bis zum Modellwechsel im Herbst 1994 den Namen Granada, lediglich die Top-Version wurde unter der Bezeichnung Granada Scorpio verkauft.

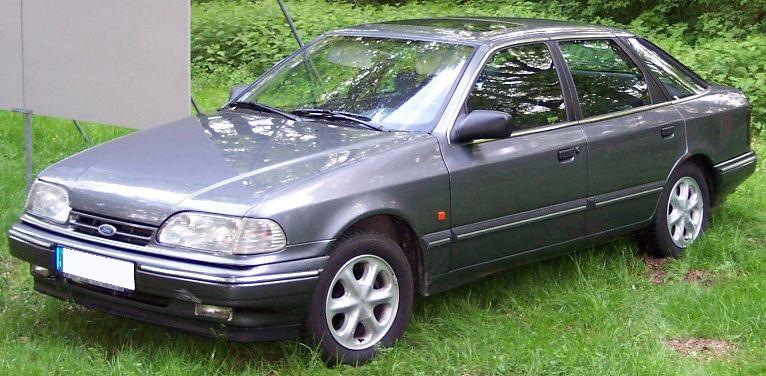
Ford Scorpio Schrägheck (1992–1994)
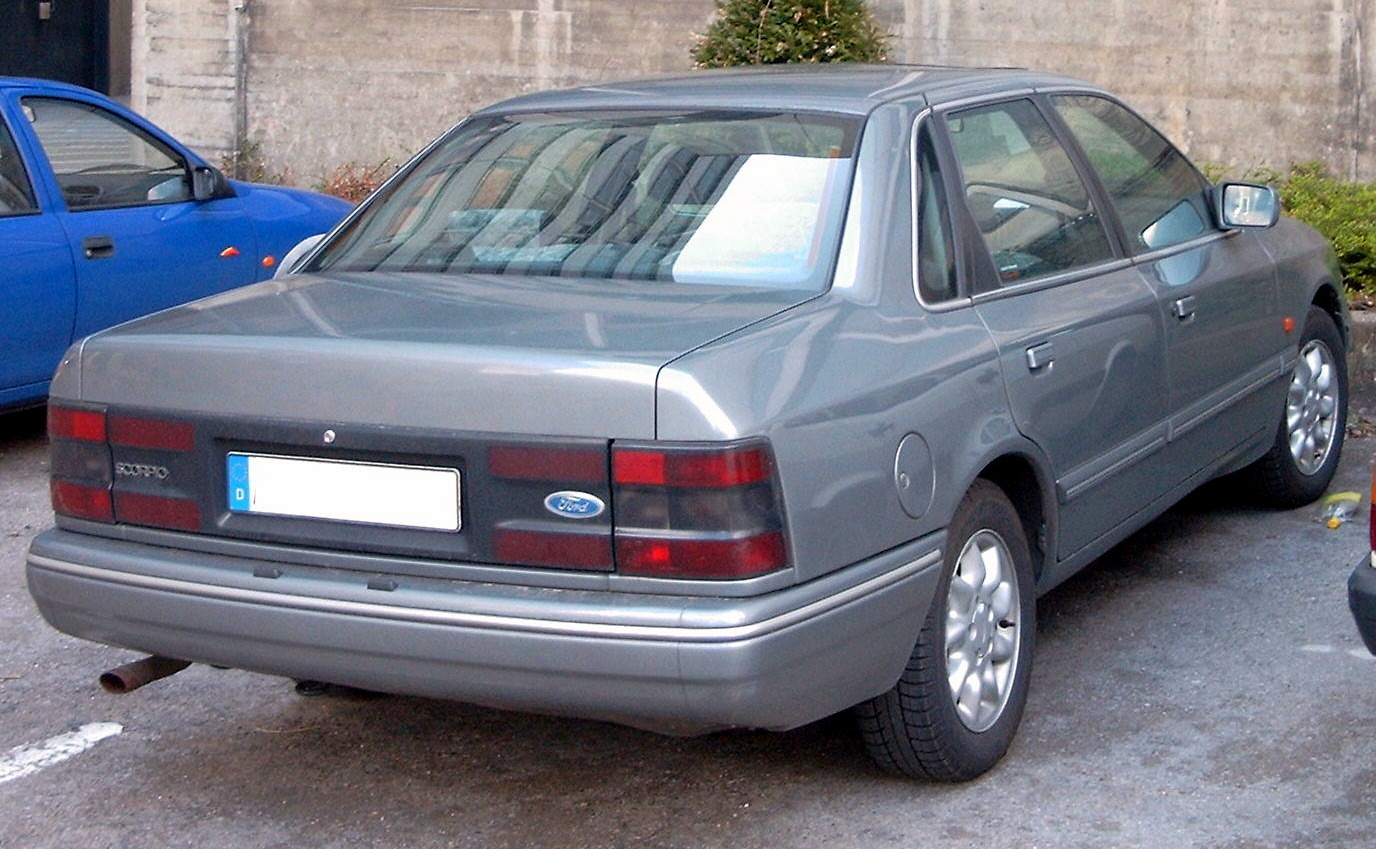
Ford Scorpio Stufenheck (1992–1994)
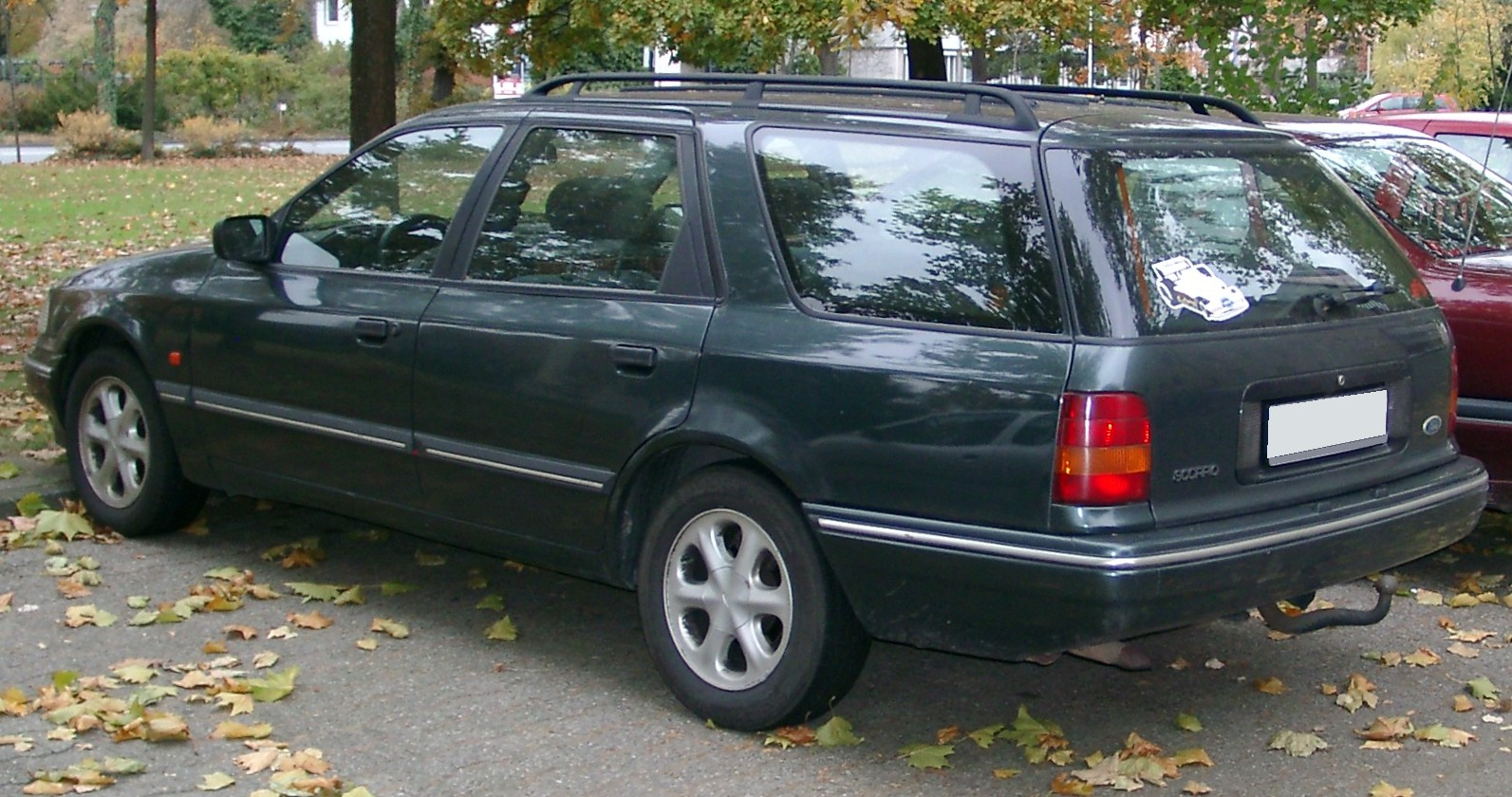
Ford Scorpio Turnier (1992–1994)
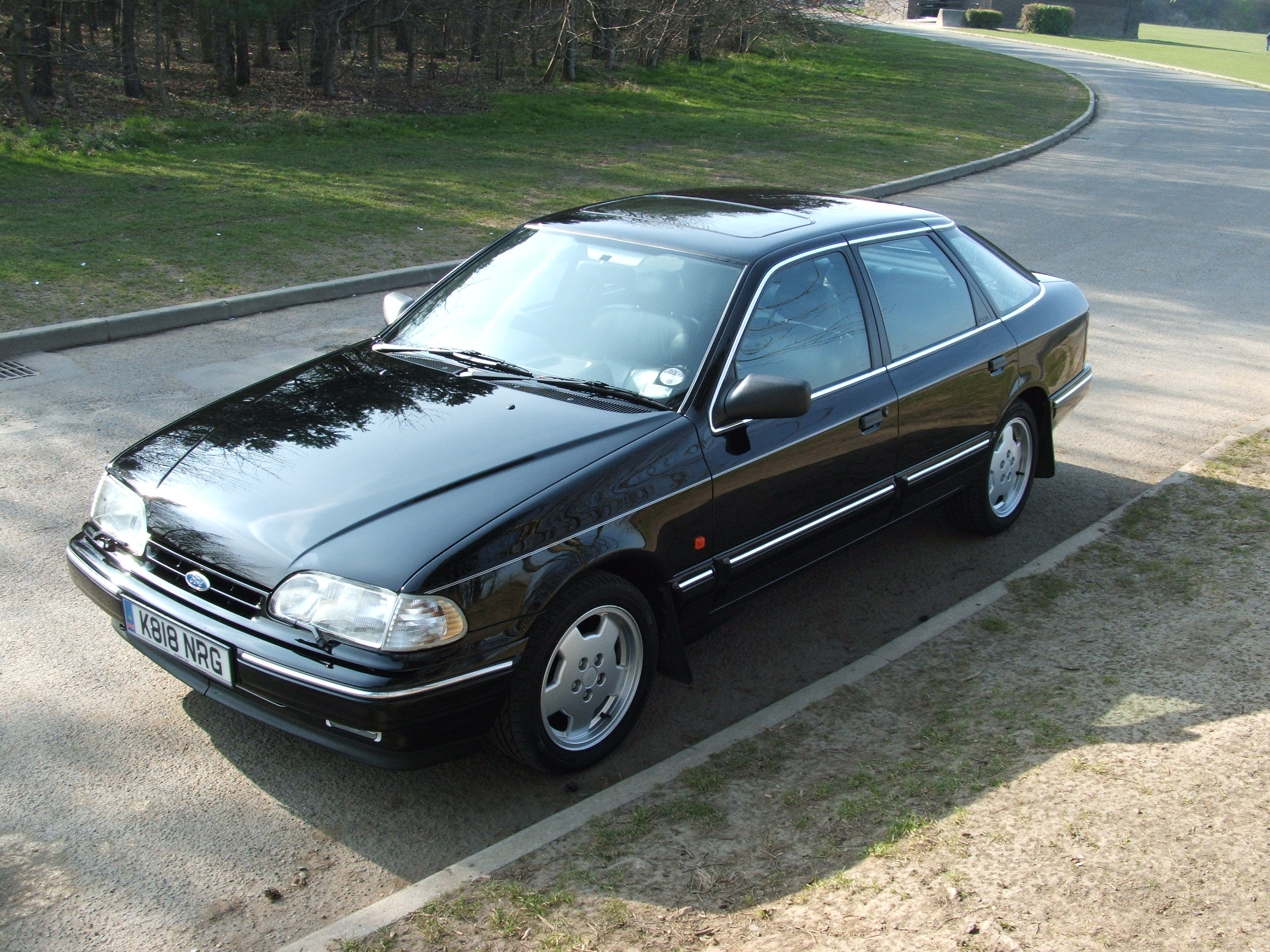
Ford Scorpio 2,9i 24V

### Motoren
ab 1985:
- 1,8-Liter-OHC-Vergasermotor ohne Katalysator (66 kW/90 PS);
- 2,0-Liter-OHC-Vergasermotor ohne Katalysator (77 kW/105 PS);
- 2,0-Liter-OHC-Einspritzmotor ohne Katalysator (85 kW/115 PS);
- 2,0-Liter-OHC-Einspritzmotor mit geregeltem Katalysator (74 kW/101 PS);
- 2,8-Liter-V6-Einspritzmotor ohne Katalysator (110 kW/150 PS);

ab 1986:
- 2,5-Liter-PSA-Diesel (51 kW/69 PS)

ab 1987:
- 2,4-Liter-V6-Einspritzmotor ohne Katalysator (96 kW/130 PS);
- 2,4-Liter-V6-Einspritzmotor mit geregeltem Katalysator (92 kW/125 PS);
- 2,9-Liter-V6-Einspritzmotor mit geregeltem Katalysator (107 kW/145 PS);
- 2,9-Liter-V6-Einspritzmotor ohne Katalysator (110 kW/150 PS);
- 2,5-Liter-PSA-Turbo-Diesel (68 kW/92 PS)

ab 1989:
- 2,0-Liter-DOHC-Vergasermotor ohne Katalysator (80 kW/109 PS);
- 2,0-Liter-DOHC-Vergasermotor mit ungeregeltem Katalysator (77 kW/105 PS);
- 2,0-Liter-DOHC-Einspritzmotor ohne Katalysator (92 kW/125 PS);
- 2,0-Liter-DOHC-Einspritzmotor mit geregeltem Katalysator (88 kW/120 PS)

ab 1991:
- 2,9i-24V-Cosworth-BOA-Einspritzmotor mit geregeltem Katalysator (143 kW/195 PS)

ab 1992:
- 2,0-Liter-DOHC-Einspritzmotor mit geregeltem Katalysator (85 kW/115 PS)

ab 1993:
- 2,5-Liter-VM-Turbodiesel (85 kW/115 PS)

Die Scorpio-Modelle mit Ottomotor sind ab Baujahr 1992 E10-verträglich.

#### Ausstattungsvarianten (exemplarisch)
- CL – höhenverstellbares Lenkrad, ABS, Mittelarmlehne hinten, zwei von innen manuell einstellbare Außenspiegel (erst ab etwa 1987 wurde der CL-Ausstattungsumfang erweitert: nunmehr waren auch Servolenkung, Zentralverriegelung und höhenverstellbarer Fahrersitz serienmäßig, welche zuvor beim CL nur gegen Aufpreis erhältlich gewesen waren);
- GL – zusätzlich elektrische Fensterheber vorn, Drehzahlmesser, Mittelarmlehne vorn, getönte Scheiben, elektrisch einstellbare Außenspiegel, andere Radzierblenden;
- Ghia – zusätzlich elektrisch verstellbare Rücksitzlehnen, Kaschmir-Velours-Bezugsstoffe, zusätzliches Beleuchtungspaket, elektrische Fensterheber hinten, große Rammschutzleisten außen an den Türen, optional Radiosteuerung und Kopfhörerbuchsen hinten, graue Stoßstangen, Leichtmetallfelgen, Nebelscheinwerfer, Bordcomputer.

Zum Facelift 1992 wurde die Ausstattungsvariante CL zu CLX sowie der GL zum GLX umbenannt. Nur die Bezeichnung Ghia blieb.
- Saphir (1991–1992) – Basis ist der CL, jedoch serienmäßig verfeinert mit Holzoptik-Zierleiste im Armaturenbrett, speziellen Stoffbezügen, in Wagenfarbe lackierter Heckblende, Alufelgen und etwas Komfortausstattung wie elektrische Fensterheber vorn.
- Topas (1993–1994) – Basis ist der CLX. Hier wurden zusätzlich Außenspiegel, Seitenzierleisten und Türgriffe in Wagenfarbe lackiert. Dazu gab es spezielle Alufelgen und Stoffbezüge, dunkleres Holzdekor innen. Für mehr Komfort sorgen serienmäßig elektrische Fensterheber vorn und die vordere Mittelarmlehne.

### Merkur Scorpio

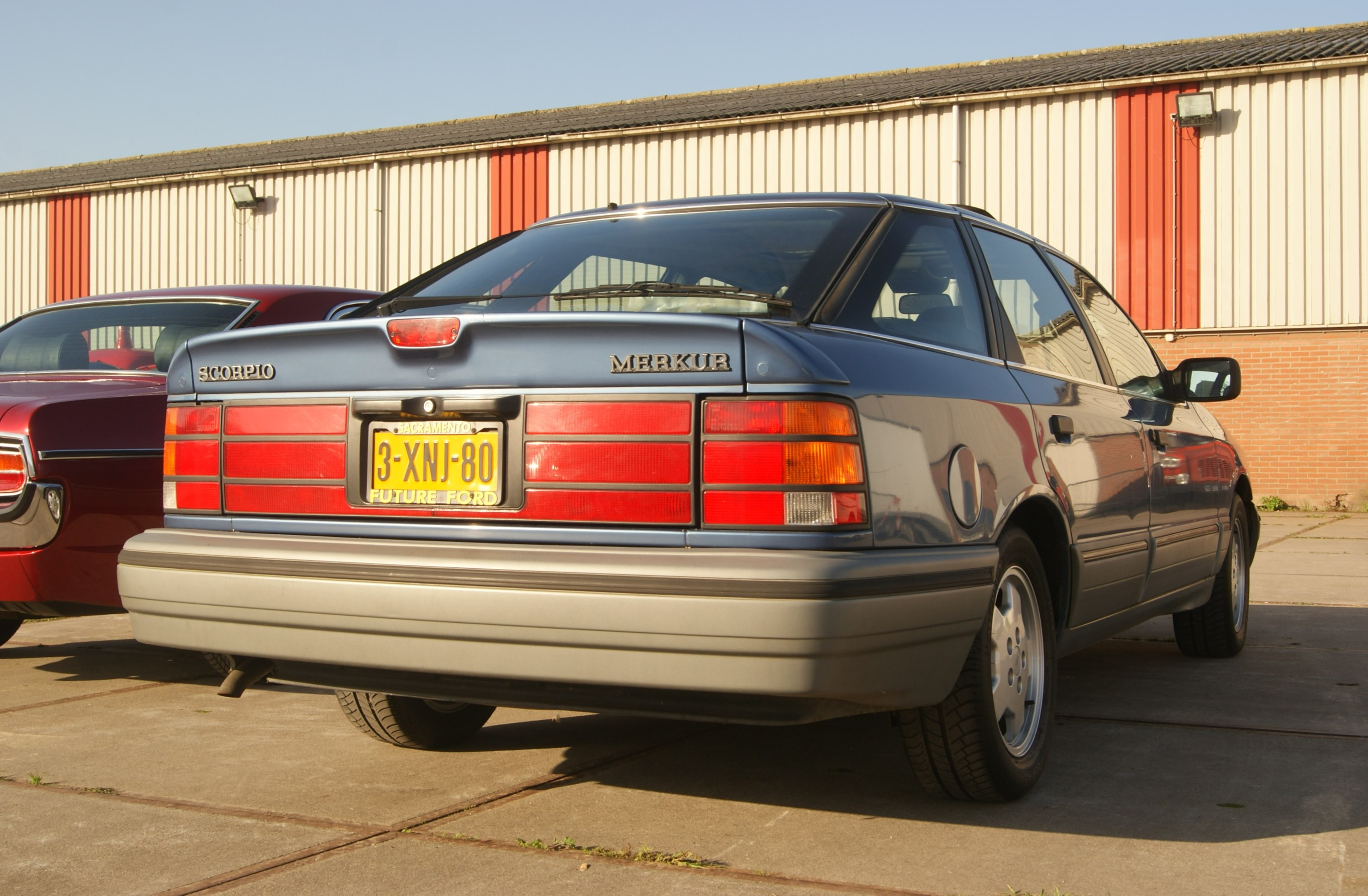
Heckansicht

Zeitweilig wurde der Scorpio unter der 1985 eigens für den Import europäischer Ford-Modelle geschaffenen Premium-Marke Merkur in den USA durch ausgewählte Händler der Lincoln-Mercury-Division vertrieben. Der Scorpio wurde (nach der Verfügbarkeit des 2,9i-V6-Motors mit einem geregelten Katalysator) in den Modelljahren 1988 und 1989 dort angeboten, allerdings wurde die Marke Merkur aufgrund von Akzeptanzproblemen (Schwierigkeit der Markenabgrenzung zur Marke Mercury) 1989 eingestellt. Neben dem Scorpio wurde auch der Sierra XR4 Ti mit einem 2,3-Liter-Vierzylinder-Turbomotor angeboten, in dieser Version gebaut bei der Fa. Karmann in Rheine.
| Ford Scorpio '85                 | | | | | | | | | | | |
| Ford Scorpio:                    | 1.8 | 2.0 | 2.0i | 2.0i 8V DOHC | 2.4i | 2.8i | 2.9i | 2.9i 24V | 2.5 D | 2.5 TD | 2.5 TD |
| Baujahr:                         | 1985–1987 | 1985–1989 | 1989–1993 | 1989–1994 | 1986–1994 | 1985–1986 | 1986–1994 | 1991–1994 | 1986–1989 | 1988–1992 | 1993–1994 |
| Motor:                           | 4-Zylinder-Reihenmotor (Viertakt)                                                                                                | 4-Zylinder-Reihenmotor (Viertakt)                                                                                                | 4-Zylinder-Reihenmotor (Viertakt)                                                                                                | 4-Zylinder-Reihenmotor (Viertakt)                                                                                                | 6-Zylinder-V-Motor (Viertakt; Zylinderwinkel 60°)                                                                                | 6-Zylinder-V-Motor (Viertakt; Zylinderwinkel 60°)                                                                                | 6-Zylinder-V-Motor (Viertakt; Zylinderwinkel 60°)                                                                                | 6-Zylinder-V-Motor (Viertakt; Zylinderwinkel 60°)                                                                                | 4-Zylinder-Reihenmotor (Viertakt)                                                                                                | 4-Zylinder-Reihenmotor (Viertakt)                                                                                                | 4-Zylinder-Reihenmotor (Viertakt)                                                                                                |
| Hubraum:                         | 1796 cm³ | 1993 cm³ | 1993 cm³ | 1998 cm³ | 2394 cm³ | 2792 cm³ | 2933 cm³ | 2933 cm³ | 2499 cm³ | 2499 cm³ | 2500 cm³ |
| Bohrung × Hub:                   | 86,2 × 77 mm | 90,8 × 77 mm | 90,8 × 77 mm | 86 × 86 mm | 84 × 72 mm | 93 × 68,5 mm | 93 × 72 mm | 93 × 72 mm | 94 × 90 mm | 94 × 90 mm | 92 × 94 mm |
| Leistung (PS) bei 1/min:         | 66 kW (90 PS) 5400 | 74–77 kW (100–105 PS) 5200 | 74–85 kW (100–115 PS) 5100–5500                                                                                                  | 88 kW (120 PS) 5500 | 92–96 kW (125–130 PS) 5800 | 110 kW (150 PS) 5800 | 107 kW (145 PS) 5500 | 143 kW (195 PS) 5750 | 51 kW (69 PS) 4200 | 68 kW (92 PS) 4200 | 85 kW (115 PS) 4200 |
| max. Drehmoment bei 1/min:       | 137 Nm 3500 | 154 Nm 4000 | 145–157 Nm 4000 | 171 Nm 2500 | 182–193 Nm 3000 | 219 Nm 3000 | 222–228 Nm 3000 | 275 Nm 4500 | 145 Nm 2000 | 197 Nm 2250 | 270 Nm 2200 |
| Gemischaufbereitung:             | ein Fallstrom-Registervergaser                                                                                                   | ein Fallstrom-Registervergaser                                                                                                   | elektron. Einspritzung (Ford EEC)                                                                                                | elektron. Einspritzung (Ford EEC)                                                                                                | elektron. Einspritzung (Bosch L-/LE-Jetronic)                                                                                    | elektron. Einspritzung (Bosch L-/LE-Jetronic)                                                                                    | elektron. Einspritzung (Bosch L-/LE-Jetronic)                                                                                    | elektron. Einspritzung (Bosch LH-Jetronic)                                                                                       | Verteilereinspritzpumpe (TD: zusätzl. Garrett-Turbolader, 85 kW: dito mit Ladeluftkühler)                                        | Verteilereinspritzpumpe (TD: zusätzl. Garrett-Turbolader, 85 kW: dito mit Ladeluftkühler)                                        | Verteilereinspritzpumpe (TD: zusätzl. Garrett-Turbolader, 85 kW: dito mit Ladeluftkühler)                                        |
| Ventilsteuerung:                 | OHC, Zahnriemen | OHC, Zahnriemen | OHC, Zahnriemen | DOHC, Steuerkette | zentrale Nockenwelle, Kette | zentrale Nockenwelle, Kette | zentrale Nockenwelle, Kette | DOHC, Duplexkette | unterliegende Nockenwelle, Einfachkette, 93/94 obenliegende Nockenwelle, Zahnräder                                               | unterliegende Nockenwelle, Einfachkette, 93/94 obenliegende Nockenwelle, Zahnräder                                               | unterliegende Nockenwelle, Einfachkette, 93/94 obenliegende Nockenwelle, Zahnräder                                               |
| Kühlung:                         | Wasserkühlung | Wasserkühlung | Wasserkühlung | Wasserkühlung | Wasserkühlung | Wasserkühlung | Wasserkühlung | Wasserkühlung | Wasserkühlung | Wasserkühlung | Wasserkühlung |
| Getriebe:                        | 5-Gang-Getriebe Typ 9 oder MT75 optional (außer 1,8 und Dieselmodelle) Vierstufenautomatik (Ford A4LD); bei 2,9i 24V serienmäßig | 5-Gang-Getriebe Typ 9 oder MT75 optional (außer 1,8 und Dieselmodelle) Vierstufenautomatik (Ford A4LD); bei 2,9i 24V serienmäßig | 5-Gang-Getriebe Typ 9 oder MT75 optional (außer 1,8 und Dieselmodelle) Vierstufenautomatik (Ford A4LD); bei 2,9i 24V serienmäßig | 5-Gang-Getriebe Typ 9 oder MT75 optional (außer 1,8 und Dieselmodelle) Vierstufenautomatik (Ford A4LD); bei 2,9i 24V serienmäßig | 5-Gang-Getriebe Typ 9 oder MT75 optional (außer 1,8 und Dieselmodelle) Vierstufenautomatik (Ford A4LD); bei 2,9i 24V serienmäßig | 5-Gang-Getriebe Typ 9 oder MT75 optional (außer 1,8 und Dieselmodelle) Vierstufenautomatik (Ford A4LD); bei 2,9i 24V serienmäßig | 5-Gang-Getriebe Typ 9 oder MT75 optional (außer 1,8 und Dieselmodelle) Vierstufenautomatik (Ford A4LD); bei 2,9i 24V serienmäßig | 5-Gang-Getriebe Typ 9 oder MT75 optional (außer 1,8 und Dieselmodelle) Vierstufenautomatik (Ford A4LD); bei 2,9i 24V serienmäßig | 5-Gang-Getriebe Typ 9 oder MT75 optional (außer 1,8 und Dieselmodelle) Vierstufenautomatik (Ford A4LD); bei 2,9i 24V serienmäßig | 5-Gang-Getriebe Typ 9 oder MT75 optional (außer 1,8 und Dieselmodelle) Vierstufenautomatik (Ford A4LD); bei 2,9i 24V serienmäßig | 5-Gang-Getriebe Typ 9 oder MT75 optional (außer 1,8 und Dieselmodelle) Vierstufenautomatik (Ford A4LD); bei 2,9i 24V serienmäßig |
| Radaufhängung vorn:              | MacPherson-Federbeine, Querlenker                                                                                                | MacPherson-Federbeine, Querlenker                                                                                                | MacPherson-Federbeine, Querlenker                                                                                                | MacPherson-Federbeine, Querlenker                                                                                                | MacPherson-Federbeine, Querlenker                                                                                                | MacPherson-Federbeine, Querlenker                                                                                                | MacPherson-Federbeine, Querlenker                                                                                                | MacPherson-Federbeine, Querlenker                                                                                                | MacPherson-Federbeine, Querlenker                                                                                                | MacPherson-Federbeine, Querlenker                                                                                                | MacPherson-Federbeine, Querlenker                                                                                                |
| Radaufhängung hinten:            | Schräglenkerachse, Schraubenfedern                                                                                               | Schräglenkerachse, Schraubenfedern                                                                                               | Schräglenkerachse, Schraubenfedern                                                                                               | Schräglenkerachse, Schraubenfedern                                                                                               | Schräglenkerachse, Schraubenfedern                                                                                               | Schräglenkerachse, Schraubenfedern                                                                                               | Schräglenkerachse, Schraubenfedern                                                                                               | Schräglenkerachse, Schraubenfedern                                                                                               | Schräglenkerachse, Schraubenfedern                                                                                               | Schräglenkerachse, Schraubenfedern                                                                                               | Schräglenkerachse, Schraubenfedern                                                                                               |
| Bremsen:                         | Scheibenbremsen rundum (Ø vorne 260, hinten 253 mm), ABS                                                                         | Scheibenbremsen rundum (Ø vorne 260, hinten 253 mm), ABS                                                                         | Scheibenbremsen rundum (Ø vorne 260, hinten 253 mm), ABS                                                                         | Scheibenbremsen rundum (Ø vorne 260, hinten 253 mm), ABS                                                                         | Scheibenbremsen rundum (Ø vorne 260, hinten 253 mm), ABS                                                                         | Scheibenbremsen rundum (Ø vorne 260, hinten 253 mm), ABS                                                                         | Scheibenbremsen rundum (Ø vorne 260, hinten 253 mm), ABS                                                                         | Scheibenbremsen rundum (Ø vorne 260, hinten 253 mm), ABS                                                                         | Scheibenbremsen rundum (Ø vorne 260, hinten 253 mm), ABS                                                                         | Scheibenbremsen rundum (Ø vorne 260, hinten 253 mm), ABS                                                                         | Scheibenbremsen rundum (Ø vorne 278, hinten 273 mm), ABS                                                                         |
| Lenkung:                         | Zahnstangenlenkung | Zahnstangenlenkung | Zahnstangenlenkung | Zahnstangenlenkung | Zahnstangenlenkung | Zahnstangenlenkung | Zahnstangenlenkung | Zahnstangenlenkung | Zahnstangenlenkung | Zahnstangenlenkung | Zahnstangenlenkung |
| Karosserie:                      | Stahlblech, selbsttragend | Stahlblech, selbsttragend | Stahlblech, selbsttragend | Stahlblech, selbsttragend | Stahlblech, selbsttragend | Stahlblech, selbsttragend | Stahlblech, selbsttragend | Stahlblech, selbsttragend | Stahlblech, selbsttragend | Stahlblech, selbsttragend | Stahlblech, selbsttragend |
| Spurweite vorn/hinten:           | 1477/1476 mm | 1477/1476 mm | 1477/1476 mm | 1477/1476 mm | 1477/1476 mm | 1477/1476 mm | 1477/1476 mm | 1477/1476 mm | 1477/1476 mm | 1477/1476 mm | 1489/1512 mm |
| Radstand:                        | 2761 mm | 2761 mm | 2761 mm | 2761 mm | 2761 mm | 2761 mm | 2761 mm | 2761 mm | 2761 mm | 2761 mm | 2761 mm |
| Länge:                           | 4630–4745 mm | 4630–4745 mm | 4630–4745 mm | 4630–4745 mm | 4630–4745 mm | 4630–4745 mm | 4630–4745 mm | 4630–4745 mm | 4630–4745 mm | 4630–4745 mm | 4630–4745 mm |
| Leergewicht:                     | 1200–1475 kg | 1200–1475 kg | 1200–1475 kg | 1200–1475 kg | 1200–1475 kg | 1200–1475 kg | 1200–1475 kg | 1200–1475 kg | 1200–1475 kg | 1200–1475 kg | 1200–1475 kg |
| Höchstgeschwindigkeit:           | 180 km/h | 184–188 km/h | 175–193 km/h | 188–192 km/h | 186–195 km/h | 205–210 km/h | 200–208 km/h | 225 km/h | 158 km/h | 170–173 km/h | 192–195 km/h |
| 0–100 km/h:                      | 14 s | 12–14,5 s | 12–14 s | 11,5–13,5 s | 11–13 s | 10–12 s | 9,5–12 s | 8,8–9,3 s | 21 s | 14–14,8 s | 11,4–11,8 s |
| Verbrauch (Liter/100 Kilometer): | 11,0 S | 12,0 S | 12,0 S | 11,0 S | 13,0–14,0 S | 13,0–14,0 S | 14,0–15,0 N/S | 15,0 S | 9,0 D | 9,5 D | 7,1–7,3 D (Drittelmix) |

## Scorpio '95 (1994–1998) (GFR/GGR/GNR)
Im Oktober 1994 erfolgte eine umfassende Modellpflege am Scorpio. Das Design orientierte sich nun am US-amerikanischen Kundengeschmack, obwohl der Scorpio ausschließlich in Europa verkauft wurde und war heftig umstritten.
Mit der Überarbeitung entfiel die Schräghecklimousine, da sie sich zunehmend schlechter verkaufte, auch weil sie in der oberen Mittelklasse eher eine untypische Erscheinung darstellte. Somit beschränkte sich das Angebot an Karosserieversionen nur noch auf die Stufenhecklimousine und den Kombi.
Das Facelift war das erste vollständig am CAD/CAM-Rechner entwickelte Ford-Design.
Zu den bekannten Motoren wie dem 2,0-Liter mit 85 kW und dem 2,9-V6-Zylinder, der aus dem 1965 vorgestellten V6 mit 60° Zylinderbankwinkel weiterentwickelt war, kamen auch modernere 16-Ventil-Aggregate wie der 100 kW starke 2,0-Liter mit 16 Ventilen und auch ein 2,9-Liter, der 152 kW leistete und zwei oben liegende Nockenwellen besaß.
Mitte 1996 folgte noch ein etwas erstarkter 2,5-Liter-Turbodiesel, der es statt auf 85 nun auf 92 kW brachte.
Trotz all dieser Modernisierungsmaßnahmen blieb der Verkaufserfolg im Vergleich zum Vorgänger weit hinter den Erwartungen zurück, was nicht zuletzt an der gewöhnungsbedürftigen Front lag. Zudem war in Europa ein genereller Niedergang klassischer Limousinen außerhalb des Premium-Segments zu beobachten. Nur der Turnier genannte Kombi brachte es auf einigermaßen zufriedenstellende Stückzahlen.

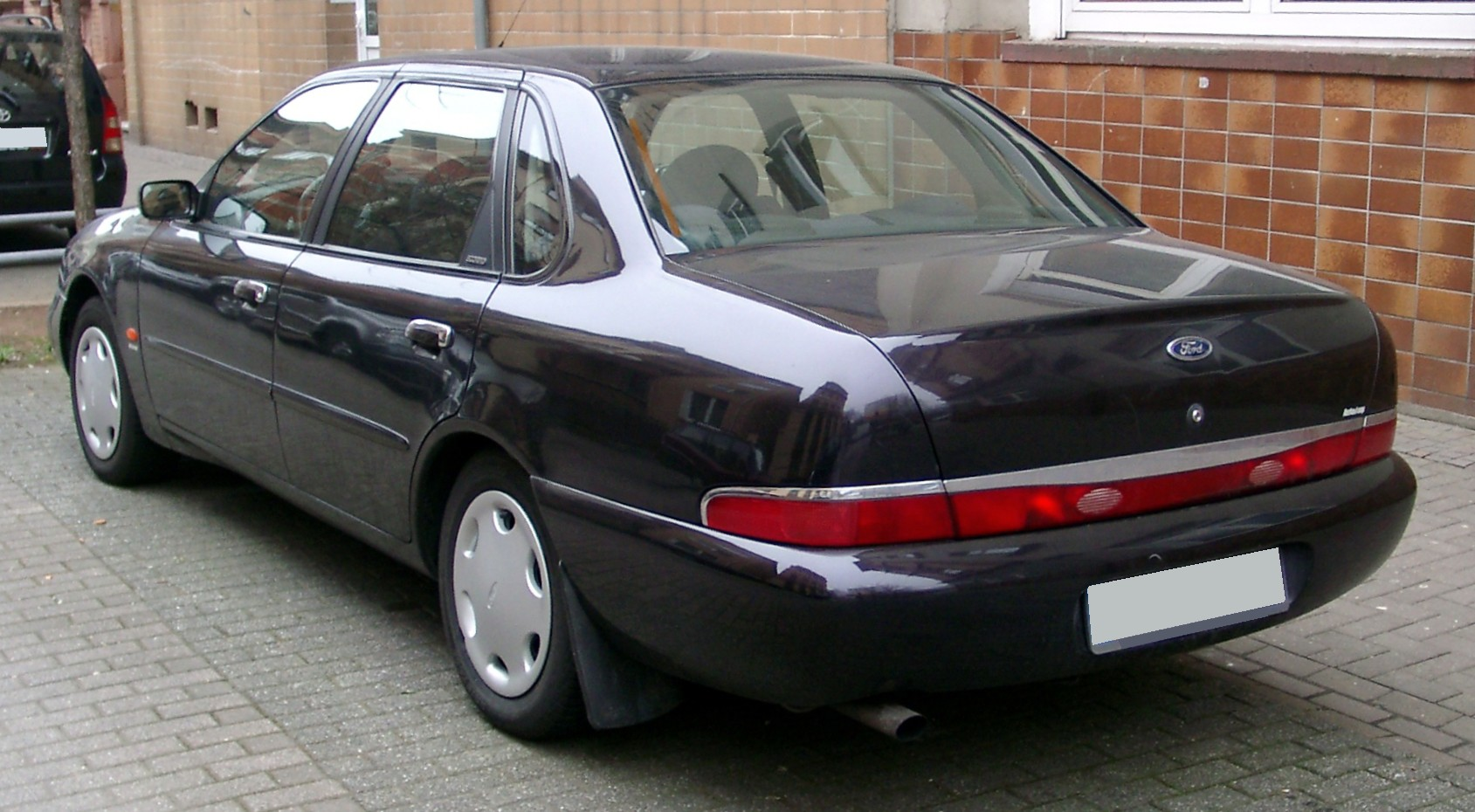
Heckansicht
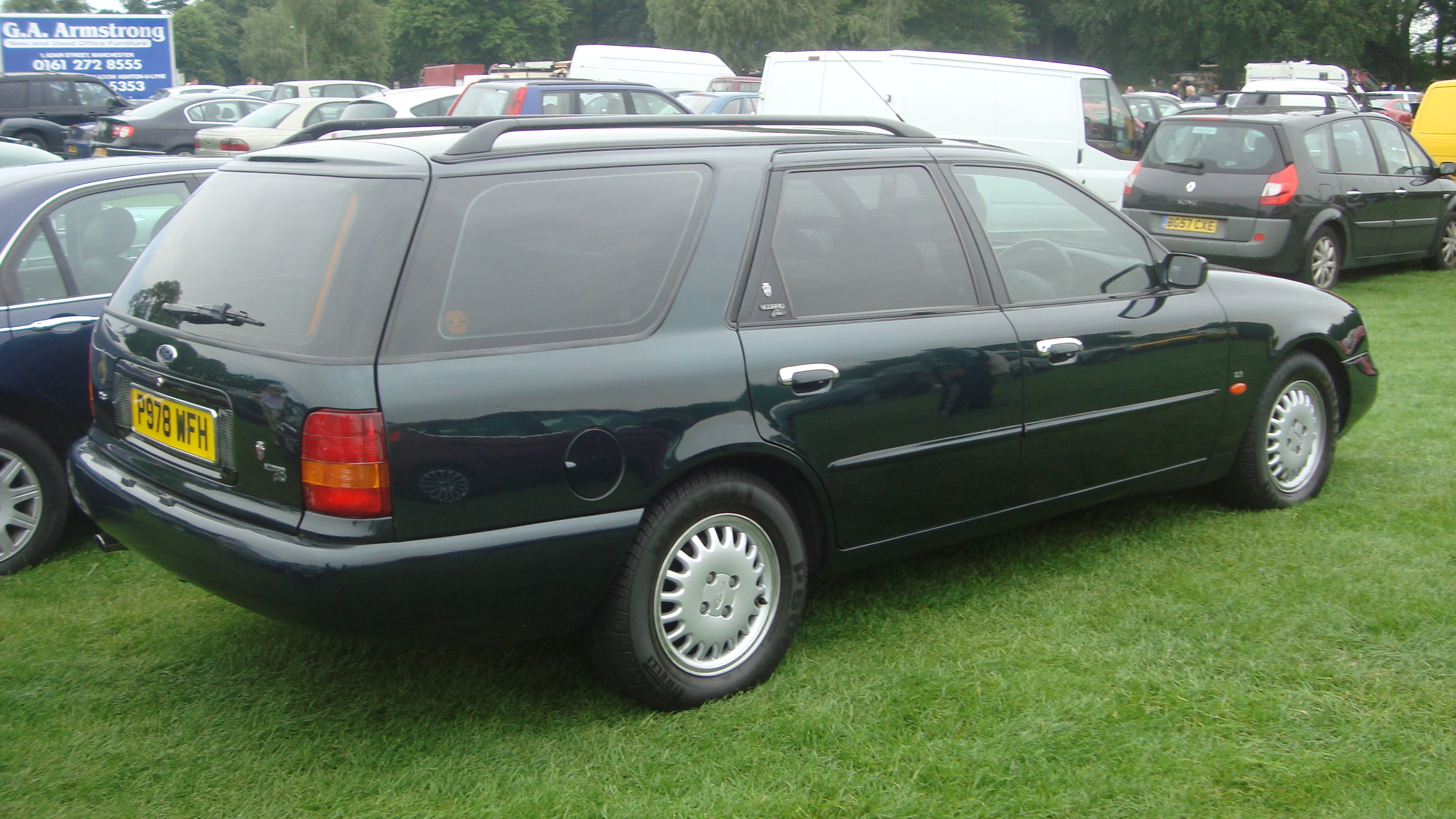
Ford Scorpio Turnier (1994–1997)

Im September 1997 wurde der Scorpio daher letztmals leicht überarbeitet. Im Rahmen dieses Facelifts erhielt das Stufenheck nun eine neue Rückleuchteneinheit, erkennbar an der geänderten Farbgebung der Gläser wie auch am Wegfall des bisher darüber verlaufenden durchgehenden Chrombandes. Auch die breite Chromumrandung beider Modelle am Kühlergrill entfiel, da diese nun in Wagenfarbe mit einer schmalen Chromzierleiste gehalten war. Die Scheinwerfer waren dunkel abgesetzt und im vorderen Stoßfänger befanden sich nun links und rechts seitlich der Blink- und Nebelleuchten kleine Lufteinlässe.
Diese Ausführung blieb allerdings nur knapp ein Jahr im Angebot, bevor die Produktion des Scorpio im August 1998 endgültig eingestellt wurde. Wohl auch aus diesem Grunde sind die überarbeiteten Varianten noch seltener anzutreffen als die Ursprungsversionen des Scorpio '95.

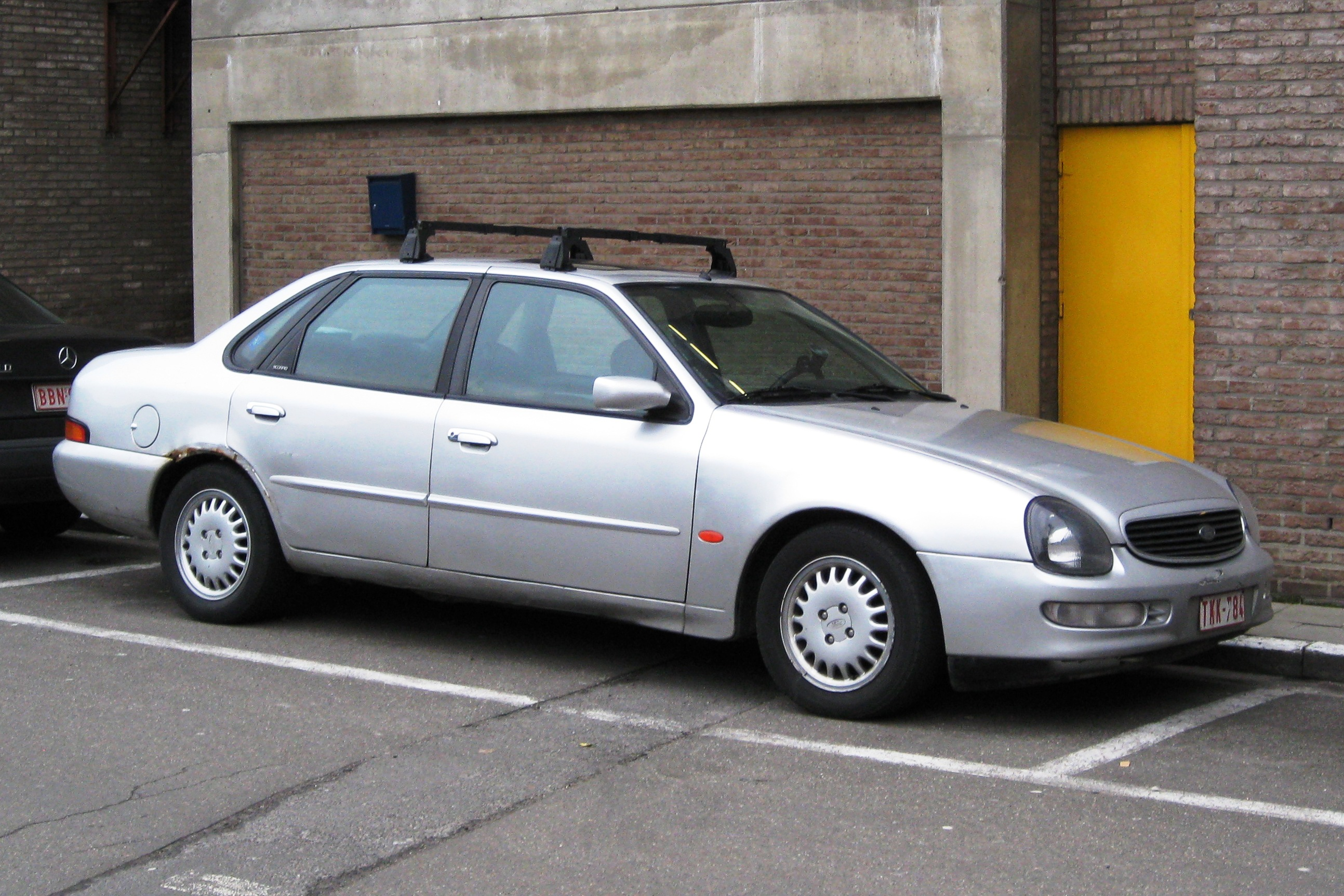
Ford Scorpio (1997–1998)
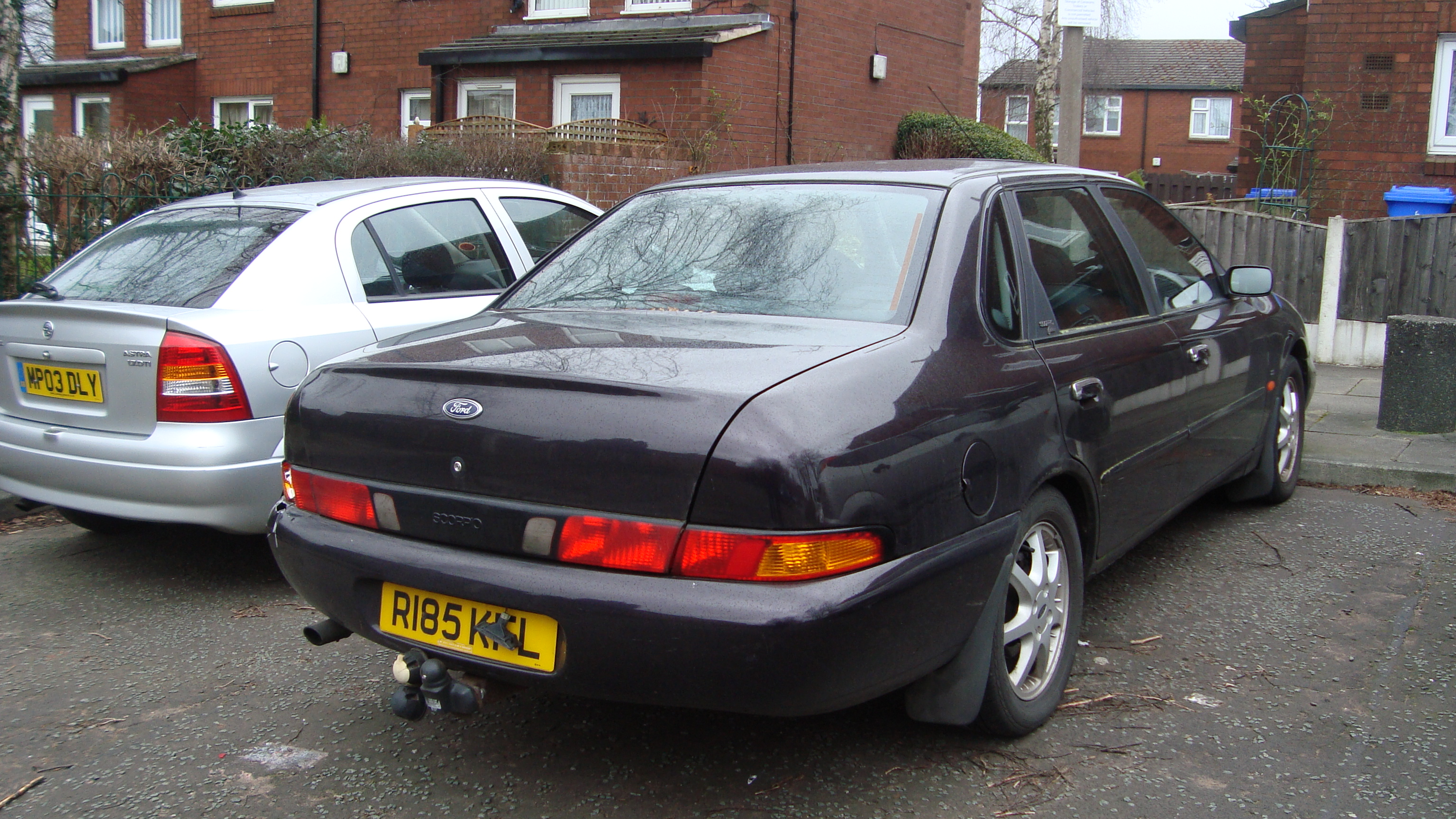
Heckansicht
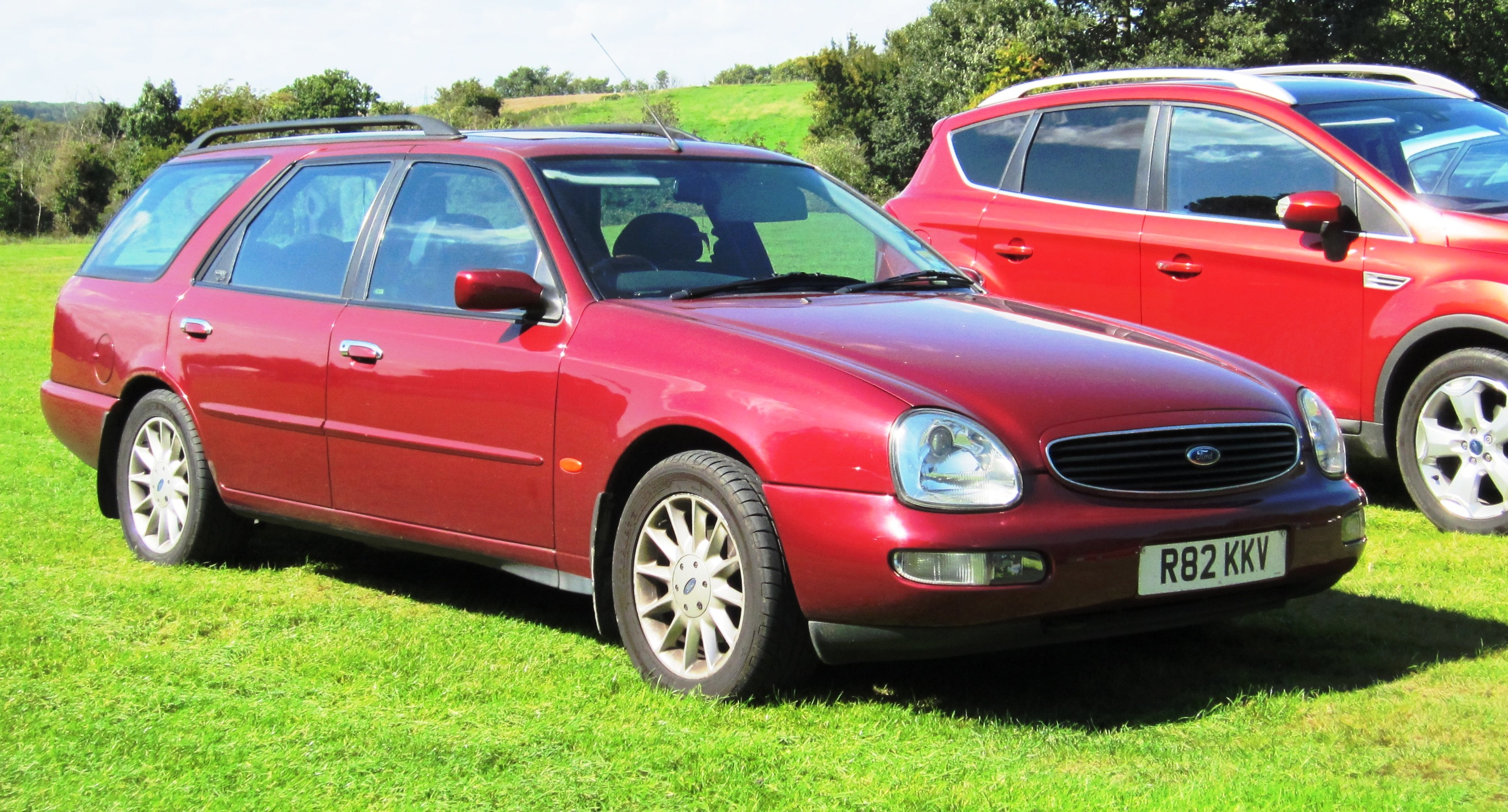
Ford Scorpio Turnier (1997–1998)

### Ausstattungsvarianten
- Scorpio – unter anderem elektrische Fensterheber vorn, zwei elektrisch einstellbare Außenspiegel, elektrisch höhenverstellbarer Fahrersitz, Fahrer-/Beifahrerairbag, ABS, Kopfstützen hinten, Servounterstützung, Zentralverriegelung, Wärmeschutzverglasung, Wurzelholz-Imitat im Cockpit;
- Scorpio Ghia – zusätzlich zum Basismodell gegen Aufpreis: Mittelarmlehne vorn, Klimaautomatik, Beleuchtungspaket, elektrische Fensterheber vorne und hinten, elektrisch verstellbarer Fahrersitz mit drei Memory-Funktionen, Bordcomputer, Innenrückspiegel mit Abblendautomatik. Der rechte Außenspiegel schwenkte beim Einlegen des Rückwärtsganges nach unten.
- Selten wurde die Limousine mit grauem Ecowood-Wurzelholzimitat geordert. Weit über 90 % der Fahrzeuge wurden mit braunem Ecowood-Wurzelholzimitat geliefert.

### Motoren
- 10/1994–08/1998: 2,0-Liter-DOHC-8V-Einspritzmotor mit geregeltem Katalysator und 86 kW (115 PS)
- 10/1994–05/1996: 2,0-Liter-DOHC-16V-Einspritzmotor mit geregeltem Katalysator und 100 kW (136 PS)
- 06/1996–08/1998: 2,3-Liter-DOHC-16V-Einspritzmotor mit geregeltem Katalysator und 108 kW (147 PS)
- 02/1995–05/1996: 2,9-Liter-V6-Einspritzmotor mit geregeltem Katalysator und 110 kW (150 PS)
- 10/1994–08/1998: 2,9i-24V-Cosworth-BOB-Einspritzmotor mit geregeltem Katalysator und 152 kW (207 PS)
- 10/1994–05/1996: 2,5-Liter-VM-Turbodiesel mit 86 kW (115 PS)
- 06/1996–08/1998: 2,5-Liter-VM-Turbodiesel mit 92 kW (125 PS); erfüllt Abgasnorm Euro 2

| Ford Scorpio '95                 |                                                            |                                                            |                                                            |                                                            |                                                            |                                                            |                                                            |
| Ford Scorpio:                    | 2.0i                                                       | 2.0i 16V                                                   | 2.3i 16V                                                   | 2.9i                                                       | 2.9i 24V                                                   | 2.5 TD                                                     | 2.5 TD                                                     |
| Baujahre:                        | 1994–1998                                                  | 1994–1996                                                  | 1996–1998                                                  | 1995–1996                                                  | 1994–1998                                                  | 1994–1996                                                  | 1996–1998                                                  |
| Motor:                           | 4-Zylinder-Reihenmotor (Viertakt)                          | 4-Zylinder-Reihenmotor (Viertakt)                          | 4-Zylinder-Reihenmotor (Viertakt)                          | 6-Zylinder-V-Motor (Viertakt; Zylinderwinkel 60°)          | 6-Zylinder-V-Motor (Viertakt; Zylinderwinkel 60°)          | 4-Zylinder-Reihenmotor (Viertakt)                          | 4-Zylinder-Reihenmotor (Viertakt)                          |
| Hubraum:                         | 1998 cm³                                                   | 1998 cm³                                                   | 2295 cm³                                                   | 2935 cm³                                                   | 2935 cm³                                                   | 2500 cm³                                                   | 2500 cm³                                                   |
| Bohrung × Hub:                   | 86 mm × 86 mm                                              | 86 mm × 86 mm                                              | 89,6 mm × 91 mm                                            | 93 mm × 72 mm                                              | 93 mm × 72 mm                                              | 92 mm × 94 mm                                              | 92 mm × 94 mm                                              |
| Leistung bei 1/min:              | 85 kW (115 PS) bei 5500                                    | 100 kW (136 PS) bei 6300                                   | 108 kW (147 PS) bei 5600                                   | 110 kW (150 PS) bei 5500                                   | 152 kW (207 PS) bei 6000                                   | 85 kW (115 PS) bei 4200                                    | 92 kW (125 PS) bei 4200                                    |
| max. Drehmoment bei 1/min:       | 167 Nm bei 2500                                            | 175 Nm bei 4200                                            | 202 Nm bei 4500                                            | 229 Nm bei 3500                                            | 281 Nm bei 4200                                            | 270 Nm bei 2200                                            | 293 Nm bei 2000                                            |
| Gemischaufbereitung:             | elektronische Einspritzung (Ford EEC)                      | elektronische Einspritzung (Ford EEC)                      | elektronische Einspritzung (Ford EEC)                      | elektron. Einspritzung (Bosch LE-/LH-Jetronic)             | elektron. Einspritzung (Bosch LE-/LH-Jetronic)             | Bosch-Verteilerpumpe, Garrett-Turbolader, Ladeluftkühlung  | Bosch-Verteilerpumpe, Garrett-Turbolader, Ladeluftkühlung  |
| Ventilsteuerung:                 | DOHC, Kette                                                | DOHC, Kette                                                | DOHC, Kette                                                | zentrale Nockenwelle, Kette                                | DOHC, Kette                                                | obenliegende Nockenwelle, Zahnräder                        | obenliegende Nockenwelle, Zahnräder                        |
| Kühlung:                         | Wasserkühlung                                              | Wasserkühlung                                              | Wasserkühlung                                              | Wasserkühlung                                              | Wasserkühlung                                              | Wasserkühlung                                              | Wasserkühlung                                              |
| Getriebe:                        | 5-Gang-Getriebe optional Vierstufenautomatik               | 5-Gang-Getriebe optional Vierstufenautomatik               | 5-Gang-Getriebe optional Vierstufenautomatik               | 5-Gang-Getriebe optional Vierstufenautomatik               | Vierstufenautomatik                                        | 5-Gang-Getriebe                                            | 5-Gang-Getriebe                                            |
| Radaufhängung vorn:              | MacPherson-Federbeinachse, Dreieckslenker, Schraubenfedern | MacPherson-Federbeinachse, Dreieckslenker, Schraubenfedern | MacPherson-Federbeinachse, Dreieckslenker, Schraubenfedern | MacPherson-Federbeinachse, Dreieckslenker, Schraubenfedern | MacPherson-Federbeinachse, Dreieckslenker, Schraubenfedern | MacPherson-Federbeinachse, Dreieckslenker, Schraubenfedern | MacPherson-Federbeinachse, Dreieckslenker, Schraubenfedern |
| Radaufhängung hinten:            | Schräglenkerachse, Schraubenfedern, Niveauregulierung      | Schräglenkerachse, Schraubenfedern, Niveauregulierung      | Schräglenkerachse, Schraubenfedern, Niveauregulierung      | Schräglenkerachse, Schraubenfedern, Niveauregulierung      | Schräglenkerachse, Schraubenfedern, Niveauregulierung      | Schräglenkerachse, Schraubenfedern, Niveauregulierung      | Schräglenkerachse, Schraubenfedern, Niveauregulierung      |
| Bremsen:                         | Scheibenbremsen rundum (Ø vorne 260, hinten 253 mm), ABS   | Scheibenbremsen rundum (Ø vorne 260, hinten 253 mm), ABS   | Scheibenbremsen rundum (Ø vorne 260, hinten 253 mm), ABS   | Scheibenbremsen rundum (Ø vorne 260, hinten 253 mm), ABS   | Scheibenbremsen rundum (Ø vorne 278, hinten 273 mm), ABS   | Scheibenbremsen rundum (Ø vorne 260, hinten 253 mm), ABS   | Scheibenbremsen rundum (Ø vorne 260, hinten 253 mm), ABS   |
| Lenkung:                         | Zahnstangenlenkung                                         | Zahnstangenlenkung                                         | Zahnstangenlenkung                                         | Zahnstangenlenkung                                         | Zahnstangenlenkung                                         | Zahnstangenlenkung                                         | Zahnstangenlenkung                                         |
| Karosserie:                      | Stahlblech, selbsttragend                                  | Stahlblech, selbsttragend                                  | Stahlblech, selbsttragend                                  | Stahlblech, selbsttragend                                  | Stahlblech, selbsttragend                                  | Stahlblech, selbsttragend                                  | Stahlblech, selbsttragend                                  |
| Spurweite vorn/hinten:           | 1475/1500 mm                                               | 1475/1500 mm                                               | 1475/1500 mm                                               | 1475/1500 mm                                               | 1475/1500 mm                                               | 1490/1510 mm                                               | 1490/1510 mm                                               |
| Radstand:                        | 2770 mm                                                    | 2770 mm                                                    | 2770 mm                                                    | 2770 mm                                                    | 2770 mm                                                    | 2770 mm                                                    | 2770 mm                                                    |
| Länge:                           | 4825 mm                                                    | 4825 mm                                                    | 4825 mm                                                    | 4825 mm                                                    | 4825 mm                                                    | 4825 mm                                                    | 4825 mm                                                    |
| Leergewicht:                     | 1435–1595 kg                                               | 1435–1595 kg                                               | 1435–1595 kg                                               | 1435–1595 kg                                               | 1435–1595 kg                                               | 1435–1595 kg                                               | 1435–1595 kg                                               |
| Höchstgeschwindigkeit:           | 187–193 km/h                                               | 187–207 km/h                                               | 202–210 km/h                                               | 196–200 km/h                                               | 215–225 km/h                                               | 190–193 km/h                                               | 195–198 km/h                                               |
| 0–100 km/h:                      | 12,8–13,2 s                                                | 11,1–12,9 s                                                | 9,8–11,4 s                                                 | 11–11,5 s                                                  | 9–9,2 s                                                    | 11,9–12,2 s                                                | 11,1–11,3 s                                                |
| Verbrauch (Liter/100 Kilometer): | 8,6–8,8 S                                                  | 8,9–9,4 S                                                  | 10,3–11,4 S                                                | 11,1–11,3 S                                                | 10,9–11,1 S                                                | 8,0–8,1 D                                                  | 8,9–9,1 D                                                  |

## Ende der Baureihe
Die Gründe für den nicht befriedigenden Verkaufserfolg des Scorpio sind vielschichtig. Einerseits wurde zu sehr auf die Gewinnung von „Aufsteigern“ von verschiedenen Marken aus der Mittelklasse gesetzt. Andererseits wurde die bereits vorhandene Kundschaft des Ford Granada und der oberen Mittelklasse anderer Marken durch das zunächst ausschließlich mit dem ambitionierten „Aero-Heck“ versehene Modell nicht angesprochen. Erst im Dezember 1989 wurde alternativ dazu die konventionellere Stufenheck-Limousine angeboten.
Auch die Zielgruppe der Kombiwagenfahrer im oberen Marktsegment wurde vernachlässigt, da Ford erstmals seit 1957 mit dem Scorpio zunächst kein Kombi-Modell im oberen Marktsegment mehr anbot. Erst sieben Jahre nach Vorstellung des Scorpio korrigierte Ford im März 1992 diese Entscheidung mit der Einführung des Scorpio Turnier.
In der Übergangszeit importierten einige Ford-Händler die Kombiversion des US-amerikanischen Schwestermodells Ford Taurus, das aber qualitativ nicht vergleichbar war und somit in Deutschland erfolglos blieb.
Das im Oktober 1994 eingeführte neue Design mit einer stark amerikanisch inspirierten, sehr individuellen Front- und Heckpartie traf ebenfalls nicht den Zeitgeschmack in dieser Klasse. Zudem wurde zeitgleich das Angebot an Ausstattungs- und Motorvarianten verringert. In einem sich insgesamt rückläufig entwickelnden Marktsegment der oberen Mittelklasse konnte sich der Scorpio in der Folge nicht mehr durchsetzen.
Die Einstellung der Modellreihe war bereits zum Zeitpunkt der Vorstellung des Scorpio '95 beschlossen worden, da man ab 1999 einen Nachfolger aus den USA (die Lincoln-LS-Baureihe) importieren wollte und das weltweite Kompetenzzentrum im oberen Segment bei Ford USA angesiedelt werden sollte. Aus konzernpolitischen Erwägungen heraus (unter anderem um hinsichtlich des Marketings Überschneidungen mit dem neuen Jaguar S-Type zu vermeiden) erschien aber auf dem europäischen Markt kein Nachfolger. Somit zog sich die Marke Ford mit dem Abschluss der Scorpio-Produktion im Sommer 1998 aus der oberen Mittelklasse zurück.
Die Kernmarke Ford wurde nach der Einstellung des Scorpio in eine Mehrmarkenstrategie des Ford-Konzerns eingebunden, bei der das „obere Segment“ in Europa von den damaligen Konzernmarken Volvo und Jaguar der PAG (Premier Automotive Group) abgedeckt wurde. Jaguar S-Type und Volvo S80 galten aus damaliger Konzernsicht als indirekte Nachfolger des Scorpio. Die Position des Scorpio nimmt der in den Dimensionen inzwischen erheblich gewachsene Ford Mondeo ein, der als Modell der Mittelklasse jedoch nicht als Nachfolger des Scorpio angesehen werden kann.